# Списък на политическите партии в Черна гора
Черна гора има многопартийна система.

## Парламентарно представени партии
| Партия/коалиция | Места в Националното събрание (2012) | Идеология                                        |
| --- | ------------------------------------ | ------------------------------------------------ |
| Коалиция за европейска Черна гора - Демократическа партия на социалистите в Черна гора - Социалдемократическа партия на Черна гора - Либерална партия на Черна гора | 39                                   | Социалдемокрация Социален либерализъм            |
| Демократичен фронт - Нова сръбска демокрация - Движение за промени                                                                                                  | 20                                   | Национален консерватизъм Либерален консерватизъм |
| Социалистическа народна партия на Черна гора | 9                                    | Социалдемокрация                                 |
| Позитивна Черна гора | 7                                    | Социалдемокрация                                 |
| Бошняшка партия | 3                                    | Малцинствена партия                              |
| Хърватска гражданска инициатива | 1                                    | Малцинствена партия                              |

## Други партии
- Албанска алтернатива
- Демократическа лига на Черна гора
- Демократичен съюз на албанците